# Florence Brenzikofer

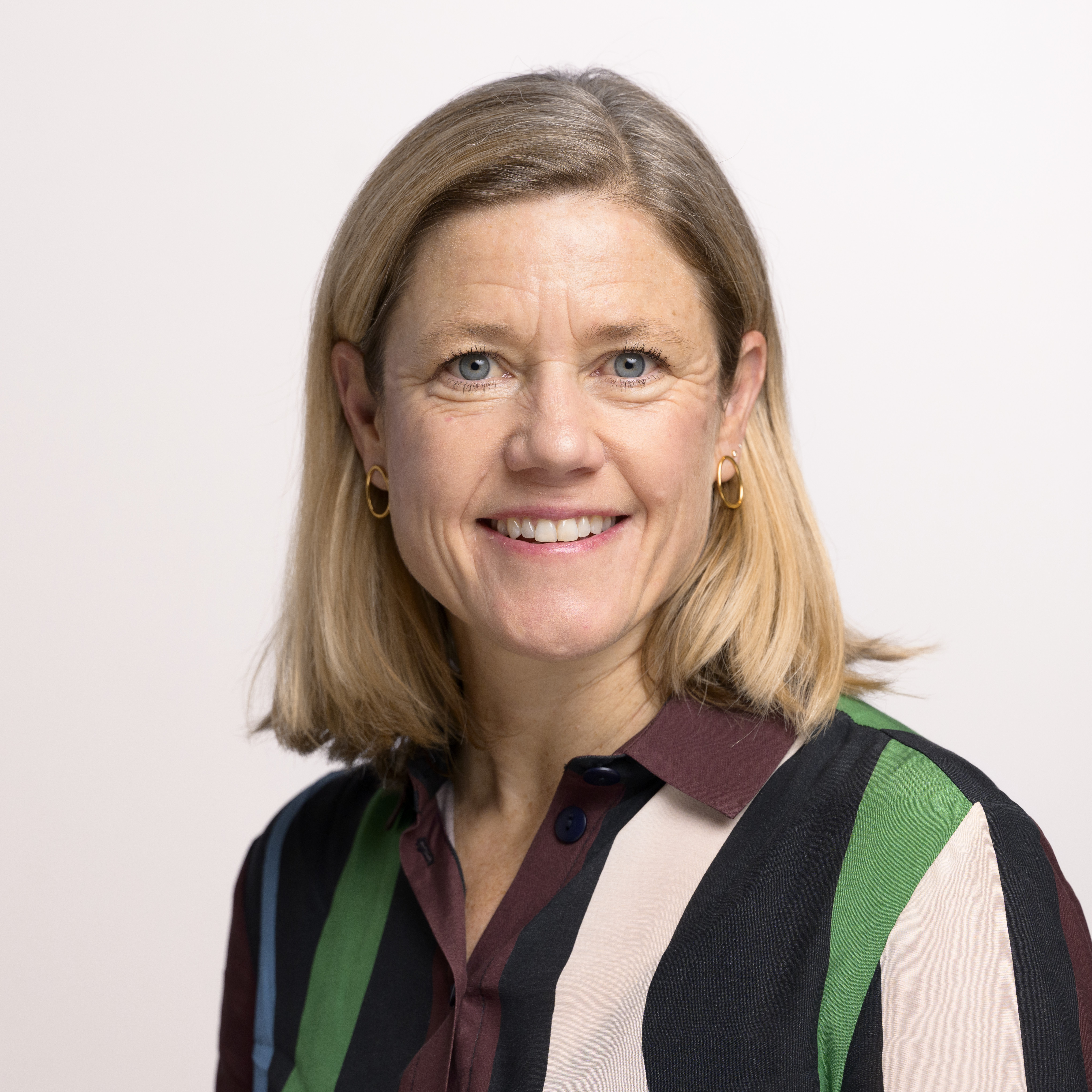
Florence Brenzikofer (2023)

Florence Brenzikofer (* 15. April 1975 in Binningen; heimatberechtigt in Frenkendorf und Oltingen) ist eine Schweizer Politikerin (Grüne).

## Leben
Florence Brenzikofer wuchs in Seltisberg, Lupsingen und Liestal im Kanton Basel-Landschaft sowie in Nantes in Frankreich, dem Heimatland ihrer Mutter, auf. Sie absolvierte eine Ausbildung zur Sekundarlehrerin an der philosophisch-historischen Fakultät der Universität Bern. Mit ihrer Familie lebte sie zweieinhalb Jahre in den bolivianischen Anden, wo sie in der Lehrerfortbildung arbeitete. Florence Brenzikofer arbeitet als Sekundarlehrerin an der Sekundarschule Burg in Liestal. Sie ist verheiratet, hat drei Kinder und lebt in Oltingen.

## Politik

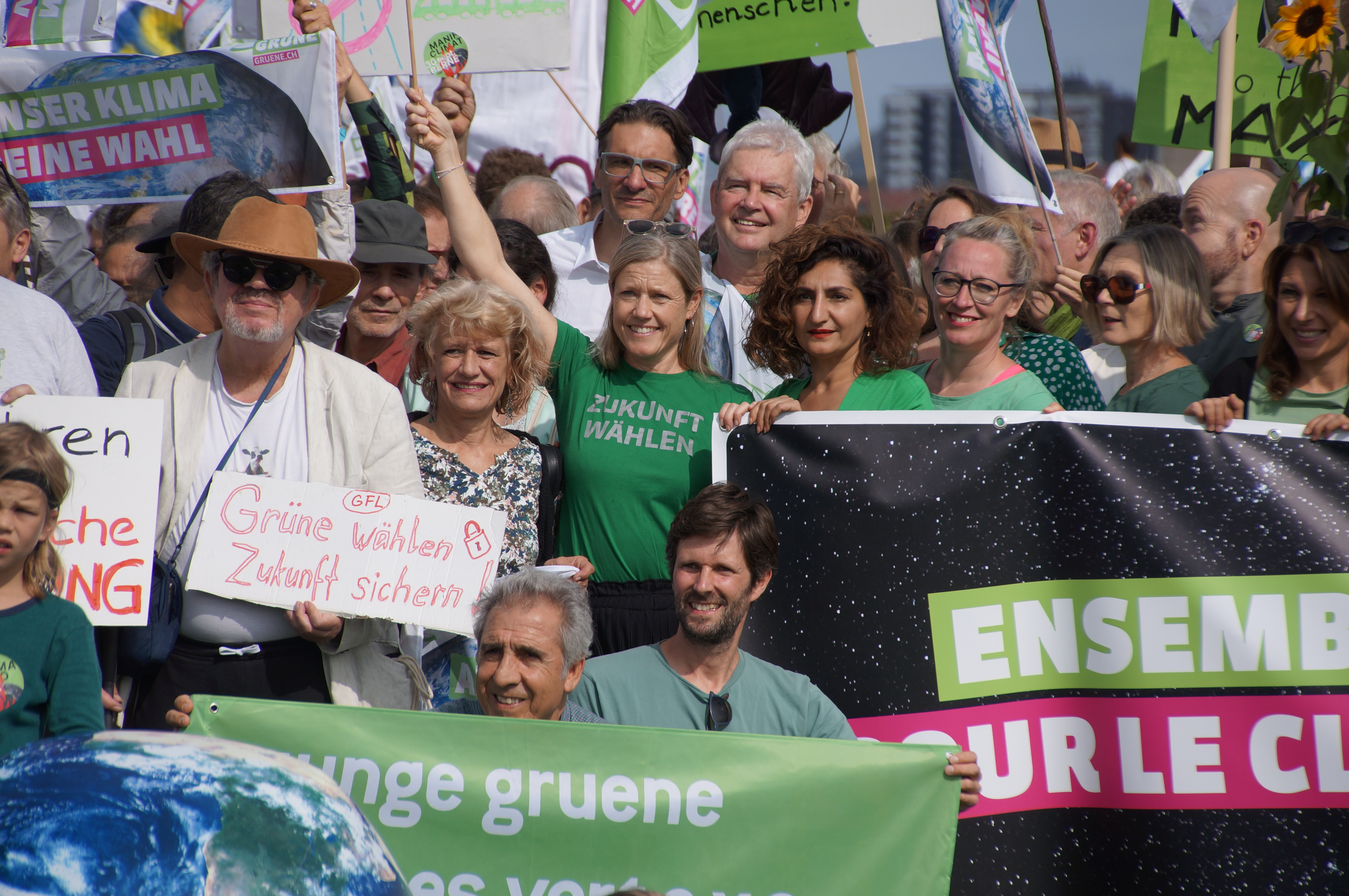
Florence Brenzikofer 2023 mit T-Shirt "Zukunft wählen" inmitten von weiteren Grünen

Florence Brenzikofer war von 2003 bis 2005 Mitglied des Landrates des Kantons Basel-Landschaft. Nach ihrer Rückkehr aus Bolivien konnte sie 2013 für die zurückgetretene Sarah Martin in den Landrat nachrücken. Sie war während drei Jahren Vizepräsidentin der Geschäftsprüfungskommission und anschliessend vier Jahre Mitglied der Bildungs-, Kultur- und Sportkommission. Seit 2019 ist sie Mitglied der Finanzkommission, der sie als Präsidentin vorsteht.
Nach der Wahl von Maya Graf in den Ständerat im November 2019 konnte sie in den Nationalrat nachrücken.
Sie ist Vizepräsidentin der Grünen Schweiz und Vorstandsmitglied der Grünen Basel-Landschaft. Von 2012 bis 2017 war sie Präsidentin der Grünen Basel-Landschaft. Sie ist Vorstandsmitglied des Baselbieter Heimatschutzes, des Theaterfestivals Basel sowie des Vereins Nie wieder Atomkraftwerke NWA. Sie ist zudem Delegierte des Lehrerinnen- und Lehrervereins Baselland LVB.